# Подгорное (Самарский район)
Подгорное (каз. Подгорное) — село в Самарском районе Восточно-Казахстанской области Казахстана. Входит в состав Палатцынского сельского округа. Код КАТО — 635057480.

## Население
В 1999 году население села составляло 496 человек (250 мужчин и 246 женщин). По данным переписи 2009 года, в селе проживало 335 человек (171 мужчина и 164 женщины).